# Chunga
Chunga – rodzaj ptaków z rodziny kariam (Cariamidae).

## Zasięg występowania
Rodzaj obejmuje gatunki występujące w Ameryce Południowej.

## Morfologia
Długość ciała 70–85 cm; masa ciała około 1,2 kg (dotyczy tylko gatunku współcześnie występującego).

## Systematyka

### Etymologia
Chunga: lokalna nazwa używana przez hiszpańskojęzycznych Argentyńczyków na określenie kariamy czarnonogiej (nazwę rodzaju zaproponował Hermann Burmeister, na którego cześć Gustav Hartlaub nazwał tego ptaka).

### Podział systematyczny
Rodzaj Chunga należy do grupy kariam – ptaków klasyfikowanych dawniej w rzędzie żurawiowych (Gruiformes). Badania genetyczne i filogenetyczne wykazały jednak, że nie są one zbyt blisko spokrewnione z żurawiami i stanowią grupę siostrzaną kladu (Falconiformes + (Psittaciformes + Passeriformes)). Do rodzaju należy jeden współcześnie występujący gatunek:
- Chunga burmeisteri (Hartlaub, 1860) – kariama czarnonoga

oraz jeden gatunek wymarły, występujący w pliocenie na terenie Argentyny:
- Chunga incerta Noriega, Vizcaíno & Bargo, 2009